# Magnus Jacobsson (fotbollsspelare)
Jan Magnus "Tosse" Jacobsson, född 12 januari 1976, är en svensk före detta fotbollsspelare (mittback) som representerade Gais 2000–2005.

## Biografi
Magnusson kom till Gais från IK Kongahälla inför säsongen 2000, och spelade åtta allsvenska matcher för klubben detta år. Gais åkte dock ur Allsvenskan 2000, och sedan även Superettan 2001. Säsongen 2003 var han med och spelade upp Gais i Superettan 2004, och i Superettan 2005 var han en viktig kugge i mittlåset tillsammans med Mattias Östberg då Gais åter gick upp i Allsvenskan efter kval mot Landskrona Bois.
Magnusson fick emellertid inte förnyat kontrakt med Gais och följde inte med klubben upp i Allsvenskan igen, och efter sammanlagt 92 matcher och 5 mål för Gais varvade han ner i moderklubben Romelanda UF.